# Гэгелов
Гэгелов (нем. Gägelow) — община в Германии, районный центр, расположен в земле Мекленбург-Передняя Померания.
Входит в состав района Северо-Западный Мекленбург. Подчиняется управлению Грефесмюлен-Ланд. Население составляет 2571 человек (на 31 декабря 2010 года). Занимает площадь 22,61 км².